# 곽산황아

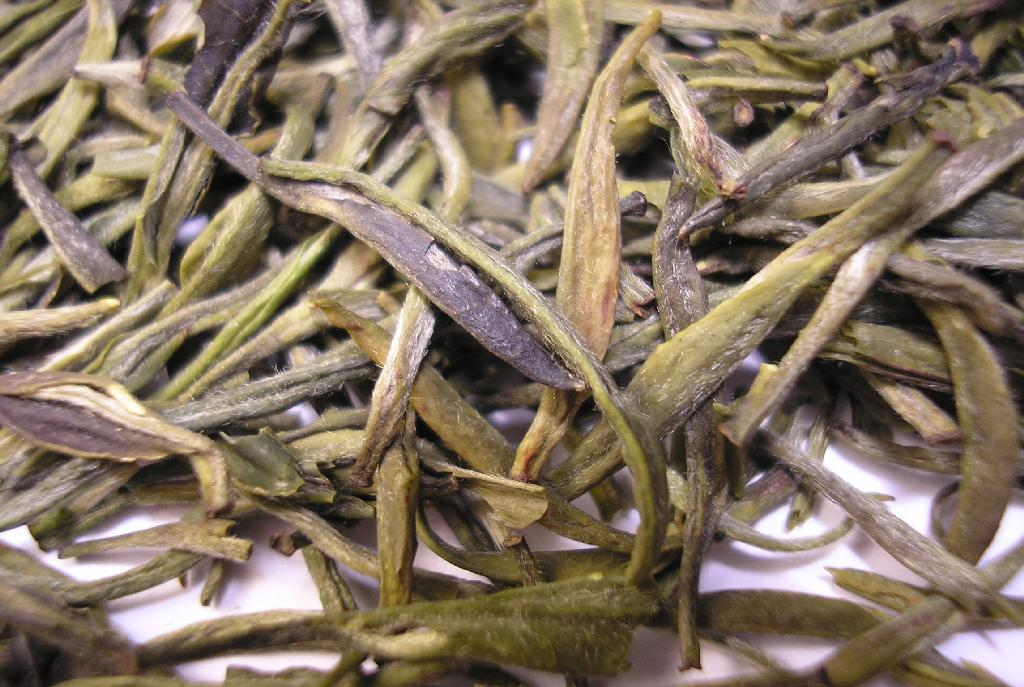
곽산황아

곽산황아(중국어 간체자: 霍山黄芽, 정체자: 霍山黃芽, 병음: huòshān huángyá 훠산황야[*])는 중국의 황차로, 안후이성 훠산 현(霍山縣)에서 생산된다. 찻잎이 참새의 혀를 닮았다고 해서 작설(雀舌)이라고도 부른다.
곽산황아가 나오기 시작한 것은 당나라 때부터이다. 근대에 와서 사라질 뻔한 위기에 처했으나, 1971년에 복원되어 재생산되기 시작했고, 현재 중국에서 사랑받는 황차로 자리매김하였다. 특징으로는 녹차보다 달콤한 맛과 향을 들 수 있다. 찻잎과 물 색이 금빛이고, 우리고 난 뒤의 찻잎 냄새는 삶은 밤 냄새와 같다.